# Уэбб, Нил
Нил Джон Уэ́бб (англ. Neil John Webb; родился 30 июля 1963 года в Рединге) — английский футболист, выступавший на позиции полузащитника. В настоящее время — комментатор и ведущий на телевидении.

## Футбольная карьера
В 1979 году, после окончания школы, Уэбб перешёл в местный клуб «Рединг», а в феврале 1980 года сыграл свой первый матч за основной состав. Он стал самым молодым игроком в истории «Рединга», которому удалось забить гол. В июле 1982 года Уэбб перешёл в «Портсмут», где сразу стал игроком основы, и в первом же сезоне помог клубу выйти во Второй дивизион («Портсмут» выиграл чемпионский титул в Третьем дивизионе). В следующие два сезона «Портсмут» удачно выступал во Втором дивизионе, хотя и не смог выйти в Первый дивизион.
В 1985 году главный тренер «Ноттингем Форест» Брайан Клаф выплатил «Портсмуту» £250 000 за переход Уэбба. Выступая за «красных», Уэбб подтвердил свой высокий класс полузащитника. В 1989 году он выиграл Кубок Футбольной лиги. К этому времени он стал игроком основы в сборной Англии. Уэбб был одним из игроков «Ноттингема», воочию наблюдавших трагедию на Хиллсборо в первые минуты полуфинального матча Кубка Англии против «Ливерпуля». Впоследствии Уэбб сыграл в перенесённом матче на «Олд Траффорд», победу в котором одержал «Ливерпуль» со счётом 3:1.
Летом 1989 года Нил Уэбб перешёл в «Манчестер Юнайтед» за £1,5 млн, отличившись забитым голом в своём дебютном матче за «Юнайтед» против «Арсенала». Проведя несколько игр за «Юнайтед», Уэбб получил разрыв ахиллова сухожилия в матче между сборными Англии и Швеции. Наблюдатели отмечают, Уэбб так и не смог полностью восстановиться этой травмы, сильно сбавил в классе и  начал испытывать проблемы с весом. Однако он всё ещё оставался хорошим полузащитником и был включён в состав сборной Англии на чемпионат мира 1990 года. Также он выиграл Кубок Англии, Кубок обладателей кубков и Кубок Лиги с «Манчестер Юнайтед».
В переигровке финала Кубка Англии 1990 года он запомнился своим голевым пасом на 45 метров на Ли Мартина, забившего победный для «Юнайтед» гол. Однако, из-за травм Уэбба и конкуренции со стороны других полузащитников вроде Пола Инса и Брайана Робсона, его возможности выступления на «Олд Траффорд» были ограничены. В ноябре 1992 года он вернулся в «Ноттингем Форест».
Нил Уэбб стал 1000-м футболистом, получившим вызов и сыгравшим за сборную Англии.
Вернувшись в «Ноттингем Форест», Уэбб не смог завоевать себе место в основном составе. В сезоне 1995/96 он отправился в аренду в «Рединг», а летом 1996 года покинул «Форест», подписав контракт с «Гримсби Таун». Затем в том же году он перешёл в «Олдершот Таун», за который провёл 36 матчей и забил 6 голов в Истмийской лиге, а в 1997 году перешёл в клуб «Уэймут» в качестве играющего тренера.
По итогам голосования, проведённого на сайте клуба, Уэбб был включён в состав лучших 11 игроков «Рединга» за всю историю.

## Тренерская карьера
После завершения карьеры игрока Уэбб работал тренером в клубе «Уэймут» с июня по декабрь 1997 года. В 2001 году он недолгое время тренировал клуб «Рединг Таун».

## Дальнейшая жизнь
После ухода из «Рединга» Уэбб иногда продавал программы матчей на стадионе «Мадейски».
После завершения карьеры Уэбб работал корреспондентом на канадском кабельном телеканале The Score Television Network, участвуя в передачах о спорте и футболе. Он и сейчас работает там, каждое воскресенье комментируя события в английской Премьер-лиге и мировом футболе. Также Нил работал почтальоном, а затем в клубе «Чарльтон Атлетик». В последнее время он работал на холодильном складе, а также в транспортной компании. Он является регулярным гостем на радио Talksport.

## Личная жизнь
Бывшая жена Нила, Шелли Уэбб, стала телеведущей и брала интервью у жён реальных футболистов, а затем написала книгу «Жёны футболистов» (Footballers' Wives). У Нила и Шелли двое сыновей: Люк и Джош, причём оба играют в футбол; Люк — за «Херефорд Юнайтед», а Джош — за «Фарнборо». Люк Уэбб ранее выступал за молодёжный состав «Арсенала», а Джош — за молодёжный состав «Рединга».

## Достижения
Ноттингем Форест
- Обладатель Кубка Футбольной лиги: 1989

Манчестер Юнайтед
- Обладатель Кубка Англии: 1990
- Кубка обладателей кубков УЕФА: 1991
- Обладатель Кубка Футбольной лиги: 1992
- Финалист Кубка Футбольной лиги: 1991